# Farelo

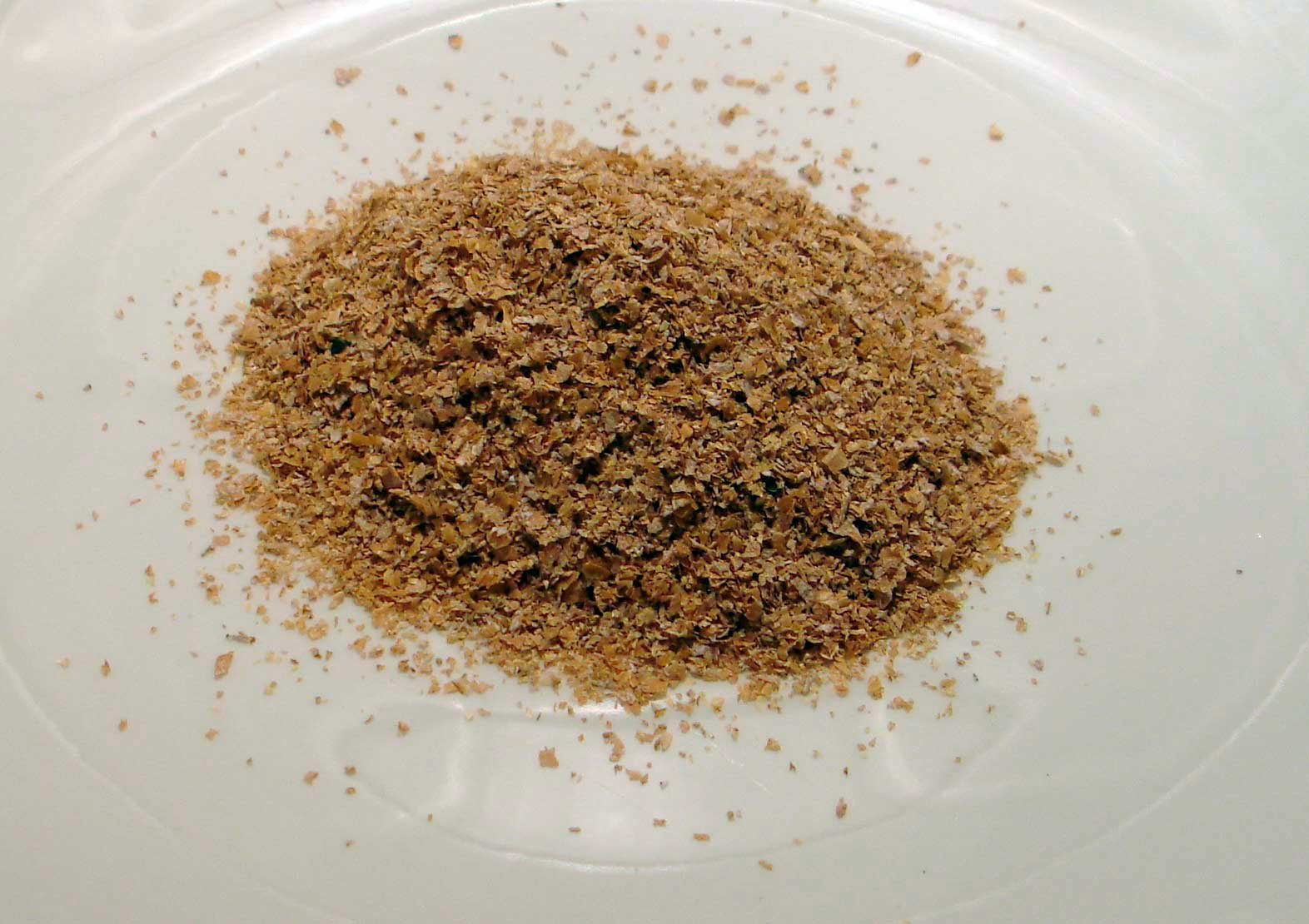
Farelo de trigo.

Farelo é um resíduo da fabricação da farinha de gramíneas - trigo, arroz, milho, cevada, centeio, aveia, milhete e outros cereais - para o consumo humano. É constituído prevalentemente pelos tegumentos das sementes, ou seja, a dura camada externa do grão do cereal, que consiste da combinação de aleurona e pericarpo.
Quando o farelo é removido, perde-se uma porção do valor nutricional do grão.
Farelos de trigo, milho, soja, algodão e de outros cereais também são utilizados na nutrição de animais, particularmente na alimentação de equinos.